# أوليسا ندا
أوليسا ندا (مواليد 21 يناير 1998) هو لاعب كرة قدم نيجيري يلعب في مركز قلب الدفاع في نادي أورلاندو بيراتس.

## روابط خارجية
- أوليسا ندا على موقع قاعدة بيانات كرة القدم.إي يو (الإنجليزية)
- أوليسا ندا على موقع ناشيونال فوتبول تيمز (الإنجليزية)
- أوليسا ندا على موقع Soccerway.com (الإنجليزية)
- أوليسا ندا على موقع GSA (الإنجليزية)